# Stratford (Teksas)
Stratford – miasto w Stanach Zjednoczonych, w stanie Teksas, w hrabstwie Sherman.